# César Tomé Martín
César Tomé Martín (Lerma, 1956) es un poeta español,. 
César Tomé ha publicado varios poemarios y figura en numerosas antologías y libros colectivos. Además es parte activa de la divulgación de la literatura y la poesía en la provincia burgalesa, siendo, desde el año 2001, miembro del grupo TELIRA (Tertulia Literaria Ribereña y Arandina).
Comienza a escribir versos en su época estudiantil. Y en 1979 conoce al poeta y crítico Antonio L. Bouza, director de la revista Artesa, que más tarde se responsabilizaría de la publicación de su libro "Bajo este techo claro". 
Su primera obra, aunque antes ya había publicado poemas sueltos en revistas y periódicos, llega en 1982 con un Cuaderno de Poesía Masculina publicado en Vizcaya, principalmente porque quedó finalista en el concurso ACENTOR de Poesía 1981, entre 274 originales presentados. 
En 1982 comienza a participar en encuentros poéticos y conocer a otros poetas, provocando en él más pasión por la poesía y llegando a escribir versos como estos: “Créeme… con la tolerancia de la tierra, / la pulcra exactitud de los puntos suspensivos / y el rubor del cerezo.”
Sobre su poesía, el pintor Vela Zanetti escribió, en una carta al autor: “Voz soterrada y ligeramente melancólica, virilmente melancólica; y que pese a su lirismo, veo bien que tiene la tierra presente.”
En la actualidad es considerado uno de los grandes poetas burgaleses de los últimos cincuenta años, como demuestra su elección para la antología "30 EN ORO, poetas burgaleses" publicada en junio de 2004 por la editorial CELYA de Salamanca. Y su libro "Cuando los pasos crecen" (2010), una obra que reúne su poesía publicada (1982-1985), revisada con la perspectiva del tiempo, y parte de los inéditos escritos entre 2005 y 2009, "Los versos del espejo".

## Libros publicados

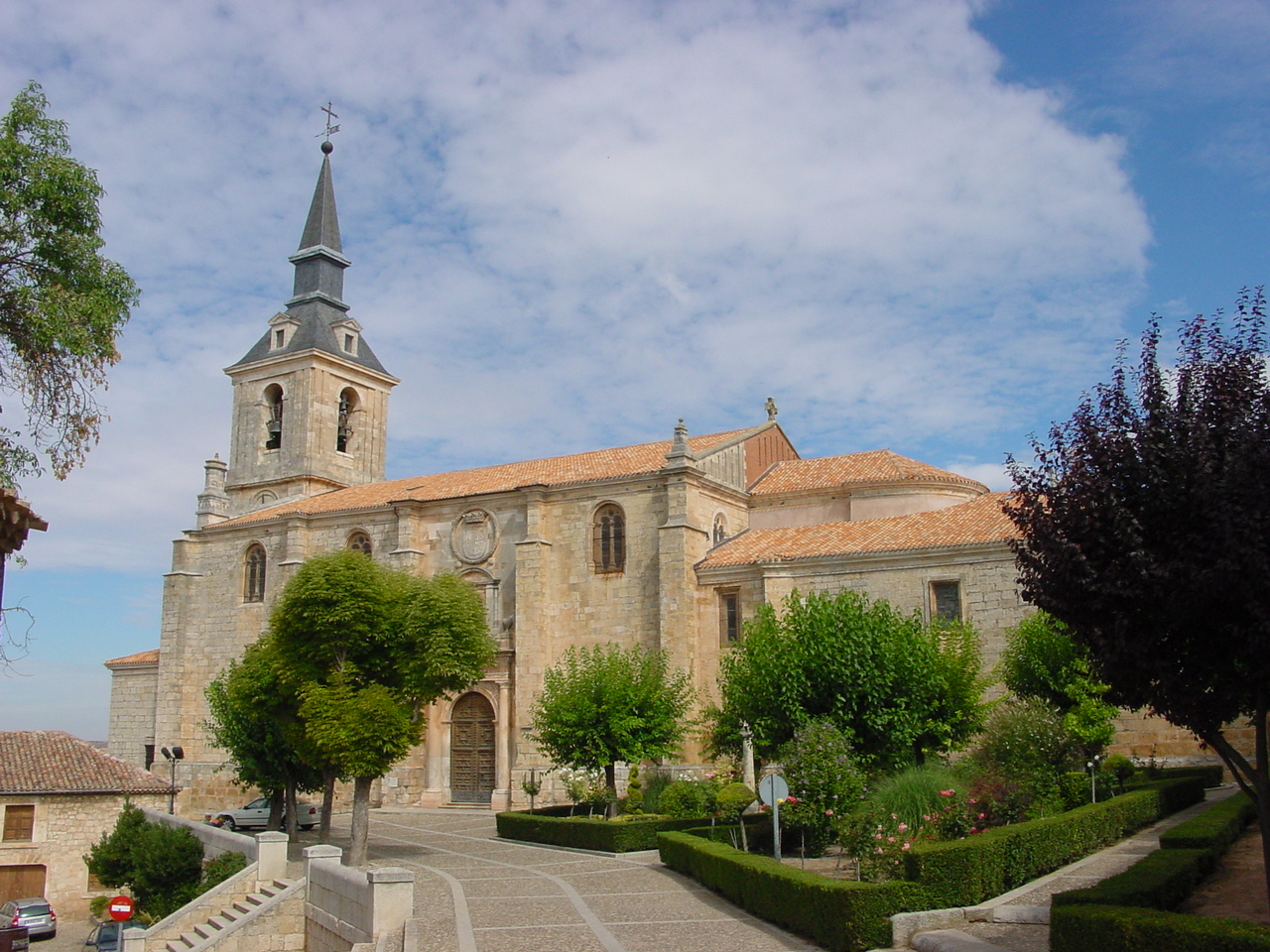
El poeta, en su libro "Piedras en los bolsillos de Dios", homenajea su pueblo natal, Lerma.

- Bajo este techo claro (Artesa, Burgos, 1983).
- Lunas dolientes (Burgos, 1985).
- La otra oscuridad (Devenir, Madrid, 1991).[4]

- Adnaloy (Burgos, 1995).
- Temperatura (Dossoles, Burgos, 2006). Prólogo de D. José María Fernández Nieto.
- Piedras en los bolsillos de Dios (Dossoles, Burgos, 2009).
- Cuando los pasos crecen (Telira, Aranda de Duero, 2010).[5]

### Antologías y libros colectivos
- Azor en vuelo VII-once poetas (1982).
- Antología iberoamericana de la guitarra (1987).
- Burgos cincuenta años de poesía 1936-1986 (1989).
- Antología del fuego (1993).
- Diccionario de la Cultura en Burgos siglo XX (2001).
- Con voz propia II (2003).
- Pájaros de papel (2003).[6]
- Certamen literario Ciudad de Getafe (2003).
- Del lagar y la pluma (2004).
- Poetas burgaleses. 30 en oro (2004).
- Aquí llama primera del XXI (2004).
- Huellas-Poemas a Castilla y León (2005).
- IV Premio de Poesía Experimental Diputación de Badajoz (2005).
- La última hoja Poemas a la muerte (2006)
- Ante la crisis, homenajes (2009)

## Premios y reconocimientos
- Premio Ribera del Duero (1993), con "Abecedario de amor", poemas incluidos en su libro Adnaloy.
- Seleccionado su trabajo "Tú eres todas incluso a través de la ventana" para la IV Edición del Premio de Poesía Experimental 2005, Diputación de Badajoz.
- Primer premio de Cartas de Amor UNAE-Aranda, dos años consecutivos (2005 y 2006).
- Seleccionado su trabajo "Poema de amor", para la VI Edición del Premio de Poesía Experimental 2007, Diputación de Badajoz.
- Segundo premio en el Certamen de Poesía de Salas de los Infantes, 2009.